# ميدالية ليليان ماكديرموت
ميدالية ليليان ماكديرموت، هي جائزة أُنشئت عام 2021، تُمنح سنويًا من قِبَل الجمعية الأمريكية لمدرسي الفيزياء (AAPT). سُميت الميدالية تيمنًا بليليان كريستي ماكديرموت، وهي "تُكرّم أولئك الذين يُبدون شغفًا وإصرارًا على تحسين تعليم وتعلم الفيزياء، والذين قدّموا مساهماتٍ فكريةً إبداعيةً في هذا المجال".
كانت جائزة روبرت أ. ميليكان هي الميدالية التي كانت تُمنح سابقًا من قِبَل الجمعية الأمريكية لمدرسي الفيزياء للأفراد الذين يُقدّمون مساهماتٍ بارزةً في تعليم الفيزياء. أُنشئت الجائزة عام 1962؛ وكان يحصل الفائز بها على جائزةٍ ماليةٍ وشهادةٍ، ويلقى كلمةً في اجتماعٍ صيفيٍّ للجمعية. في ربيع عام 2021، أزال مجلس إدارة الجمعية الأمريكية لمدرسي الفيزياء اسم ميليكان من الجائزة.